# 庫德林齊 (卡緬涅茨-波多利斯基區)
48°37′21″N 26°18′6″E / 48.62250°N 26.30167°E
庫德林齊（烏克蘭語：Кудринці），是烏克蘭的村落，位於該國西部赫梅利尼茨基州，由卡緬涅茨-波多利斯基區負責管轄，面積0.99平方公里，2001年人口335，人口密度每平方公里338.4人。